# A Land For All
L'organizzazione A Land For All (in italiano "Una terra per tutti", in ebraico ארץ לכולם‎, in arabo بلاد للجميع‎), anche nota in precedenza come 'Two States, One Omeland' (in italiano Due Stati, Una Patria) è stata fondata in Israele ed è comprende sia ebrei israeliani che arabi israeliani. Propone una confederazione di due stati (sulla falsa riga dell'Unione Europea) come soluzione al conflitto israelo-palestinese. L'organizzazione è stata fondata nel 2012. Il suo Amministratore delegato (CEO) è la giurista e attivista femminista May Pundak, figlia del giornalista e storico israeliano  Ron Pundak.
L'organizzazione è membro della  Alliance for Middle East Peace.
Nel 2021, 'A Land For All' ha vinto il 'Premio eccezionale per il sostegno alla pace' del "Luxembourg Peace Awards" (Premio per la pace del Lussemburgo).

## Proposta di una confederazione a due stati
La proposta di 'A Land for All' prevede che Israele e Palestina siano due unità territoriali singole, con due stati (sotto i confini del 4 giugno 1967) che formerebbero una confederazione. Ogni stato sarebbe sovrano e indipendente, ma sarebbe collegato da un confine aperto. Gerusalemme potrebbe essere la capitale condivisa di entrambi gli stati. L'organizzazione ha proposto questa soluzione sapendo che sia gli israeliani che i palestinesi hanno un forte legame religioso con il territorio nel suo insieme e dovrebbero avere accesso all'intero territorio.
I conflitti tra i due stati sarebbero risolti grazie a un’assemblea congiunta israelo-palestinese o ad un tribunale congiunto per i diritti umani. Su questioni che interessano equamente entrambe le comunità, esisterebbero istituzioni condivise da entrambi gli Stati. Ad esempio: la gestione dell’acqua, la gestione delle epidemie, il turismo e le finanze. Ci sarebbe poi una sorta di istituzione che gestirebbe la sicurezza condivisa, pur mantenendo ogni stato la propria forza di sicurezza.
La proposta dell'organizzazione vorrebbe promuovere una stretta collaborazione tra israeliani e palestinesi, piuttosto che una rigorosa separazione.
Ad esempio: 
- I rifugiati palestinesi potrebbero tornare in Israele, ma rimanere cittadini della Palestina; potrebbero quindi avere la doppia cittadinanza di entrambi gli stati[6]
- I coloni israeliani che vivono in Palestina, potrebbero rimanere cittadini di Israele.[8]